# Fourth Dimension
Fourth Dimension — четвертий студійний альбом фінського гурту Stratovarius. Виданий у березні 1995 року. Це перший альбом гурту з новим вокалістом Тімо Котіпелто. Загальна тривалість композицій становить 59:26. Альбом відносять до напрямків важкий метал, павер-метал, прогресивний метал.

## Список пісень
Автор музики Тімо Толккі. 
| #   | Назва                                                       | Автор слів       | Тривалість |
| --- | ----------------------------------------------------------- | ---------------- | ---------- |
| 1.  | «Against the Wind»                                          | Толккі/Котіпелто | 3:48       |
| 2.  | «Distant Skies»                                             | Толккі           | 4:10       |
| 3.  | «Galaxies»                                                  | Толккі/Котіпелто | 5:00       |
| 4.  | «Winter»                                                    | Толккі           | 6:32       |
| 5.  | «Stratovarius»                                              | (instrumental)   | 6:22       |
| 6.  | «Lord of the Wasteland»                                     | Толккі           | 6:11       |
| 7.  | «030366»                                                    | Толккі           | 5:46       |
| 8.  | «Nightfall»                                                 | Толккі/Лассіла   | 5:09       |
| 9.  | «We Hold the Key»                                           | Толккі/Котіпелто | 7:53       |
| 10. | «Twilight Symphony»                                         | Толккі           | 6:59       |
| 11. | «Call of the Wilderness»                                    | Толккі           | 1:30       |
| 12. | «Dreamspace» (Live (бонус трек на японській версії альбому) | Толккі           |            |